# Bodo Schmidt (Fußballspieler, 1967)
Bodo Schmidt (* 3. September 1967 in Preetz) ist ein deutscher Fußballtrainer und ehemaliger -spieler.

## Spielerkarriere

### Vereine
Schmidt begann in Niebüll im Kreis Nordfriesland beim ortsansässigen TSV Rot-Weiß Niebüll mit dem Fußballspielen, dem er – abgesehen von einem einjährigen Gastspiel beim TSB Flensburg – bis 1987 angehörte.
Fritz Bischoff, der ehemalige Trainer des Schleswig-Holsteinischen Fußballverbandes, verpflichtete Schmidt 1987 für die Amateurmannschaft von Bayern München. Unter Trainer Jupp Heynckes gehörte der Abwehrspieler sogar einige Male dem Kader der Profimannschaft an, kam für die Bayern aber nie in der Bundesliga zum Einsatz.
Zur Saison 1989/90 wurde er vom Zweitligaaufsteiger SpVgg Unterhaching verpflichtet, für den er 27 von 38 Punktspielen bestritt. Sein Profidebüt gab er am 29. Juli 1989 (1. Spieltag) beim 3:2-Sieg im Auswärtsspiel gegen den SC Freiburg. Sein letztes Punktspiel bestritt er am 17. Mai 1990 (38. Spieltag) bei der 2:3-Niederlage im Auswärtsspiel gegen Blau-Weiß 90 Berlin; als Tabellenletzter stieg er mit der Mannschaft in die Amateur-Oberliga Bayern wieder ab.
Von 1991 bis 1996 war er für Borussia Dortmund aktiv und bestritt u. a. 116 Bundesligaspiele, in denen er zwei Tore erzielte. In seiner Bundesligapremierensaison bestritt er 13 Punktspiele und debütierte am 3. August 1991 (1. Spieltag) beim 2:2-Unentschieden im Auswärtsspiel gegen den Karlsruher SC. Sein erstes Bundesligator erzielte er am 28. August 1991 (6. Spieltag) beim 4:0-Sieg im Heimspiel gegen Dynamo Dresden mit dem Treffer zum Endstand in der 88. Minute. Nach der Verpflichtung von Jürgen Kohler im Sommer 1995 verlor er seinen Stammplatz an diesen und fasste daher einen Vereinswechsel ins Auge.
Zur Saison 1996/97 wurde er vom Ligakonkurrenten 1. FC Köln verpflichtet, für den er in zwei Spielzeiten 64 von 68 Punktspielen und drei DFB-Pokalspiele absolvierte. Ende 1998 wechselte er nach einem kurzen Intermezzo beim nordrheinischen Oberligisten SCB Preußen Köln zum Regionalligisten 1. FC Magdeburg, für den Schmidt bis zur Saison 2001/02 in der Regionalliga Nord zum Einsatz kam. Mit dem Zwangsabstieg der Magdeburger am Saisonende – aus finanziellen Gründen wurde für die Folgesaison keine Lizenz erteilt – kehrte er nach Flensburg zurück, wo er bei Flensburg 08 2005 seine Spielerlaufbahn beendete.

### Nationalmannschaft
Schmidt bestritt drei Länderspiele für die U-16-Nationalmannschaft.

## Erfolge
- Zweiter der Meisterschaft 1992 (mit Borussia Dortmund)
- UEFA-Pokal-Finalist 1993 (mit Borussia Dortmund)
- Deutscher Meister 1995, 1996 (mit Borussia Dortmund)

## Trainerkarriere
Nach Beendigung seiner Spielerlaufbahn blieb er in Flensburg und übernahm bis Saisonende 2006/07 das Amt des Cheftrainers bei dem Verein, für den er zuletzt gespielt hatte. Ab 2007 betreute er den SV Frisia 03 Risum-Lindholm, den er zum Bezirkspokalsieg 2007 führte. Im Februar 2015 gab er das Amt bei dem Verbandsligisten ab. Von Sommer 2015 bis 2020 trainierte er den TSV Rot-Weiß Niebüll und führte die Mannschaft bis in die Verbandsliga. Er ist seit 2007 als Physiotherapeut tätig.

## Zitate
Hitzfeld schätzte an mir, dass ich den Künstlern den Rücken frei gehalten habe. Ich war wenig verletzt und habe mich in alle Zweikämpfe geworfen. Diese konstante Widerstands- und Durchsetzungsfähigkeit war sicherlich meine größte Stärke. So läuft es im Fußball (...): Mal gelingt dir etwas Gutes, mal bist du der Mops. Manchmal selbst innerhalb eines Spiels.